# Lidcactus
Lidcactus (Schlumbergera) is een geslacht  uit de cactusfamilie (Cactaceae). De soorten komen van  nature voor in Brazilië. De wetenschappelijke naam Schlumbergera is gepubliceerd  door Charles Antoine Lemaire in 1858.

## Verzorging
De planten zijn makkelijk te vermeerderen, omdat de stengel uit afgeplatte, losse leden bestaat. Een los stuk stengel zal, als het in de aarde gestoken wordt, makkelijk wortelen. Aan de top van de stengelleden ontluiken nieuwe leden en de bloemen. De meeste planten die bij de bloemist te koop zijn, zijn cultivars, die zijn geselecteerd op kleur en vorm van de bloem. Ook zullen deze planten soms met niet-correcte namen als Zygocactus truncatus aangeboden worden. De bloei wordt geïnduceerd door het verkorten van de dagen in het najaar.

## Soorten
- Kerstcactus (Schlumbergera truncata) heeft langwerpige asymmetrische bloemen en getande leden.
- Schlumbergera ×buckleyi is de klassieke kerstcactus zonder tanden op de leden.

Deze hybriden worden onderscheiden:
- Schlumbergera ×buckleyi (Schlumbergera truncata × Schlumbergera russeliana)
- Schlumbergera ×eprica (Schlumbergera orrsichiana × Schlumbergera russeliana)
- Schlumbergera ×exotica (Schlumbergera truncata × Schlumbergera opuntioides)
- Schlumbergera ×reginae (Schlumbergera orrsichiana × Schlumbergera truncata)

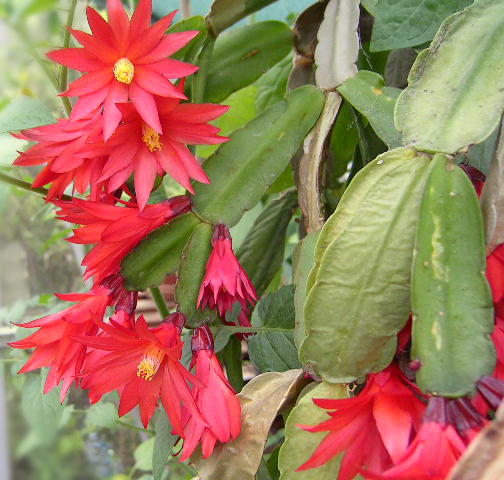
Schlumbergera gaertneri
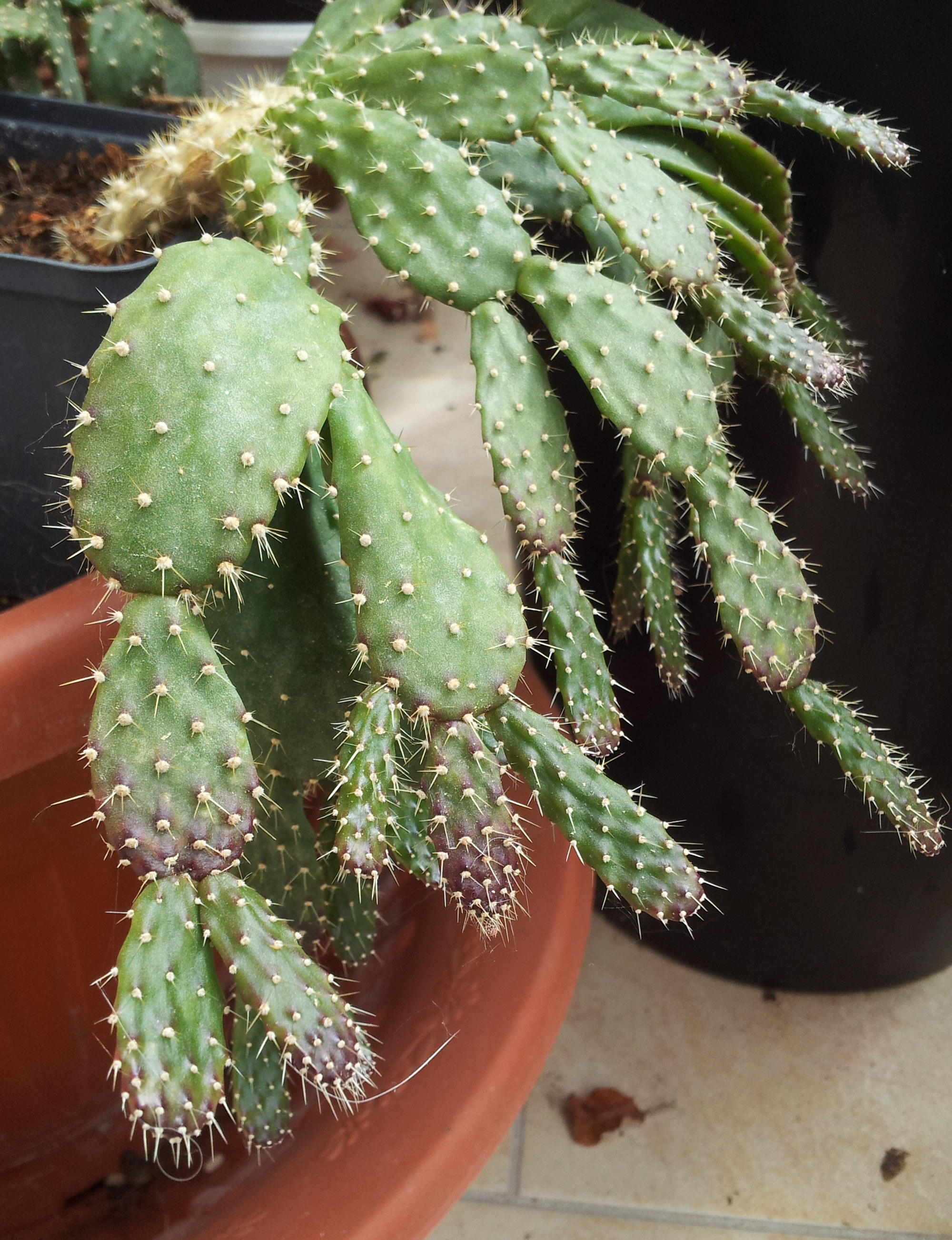
Schlumbergera opuntioides
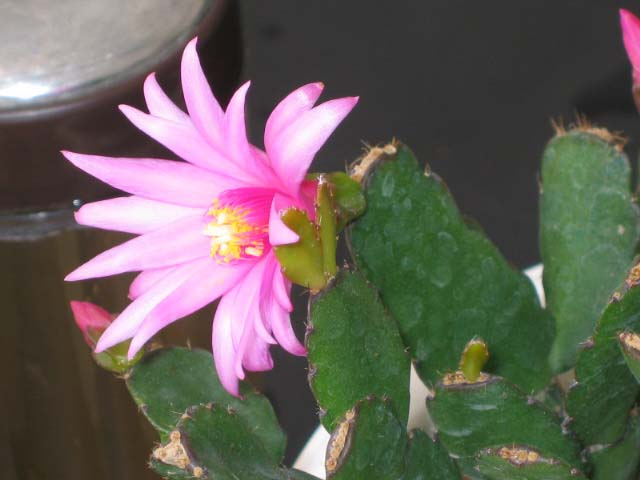
Schlumbergera rosea
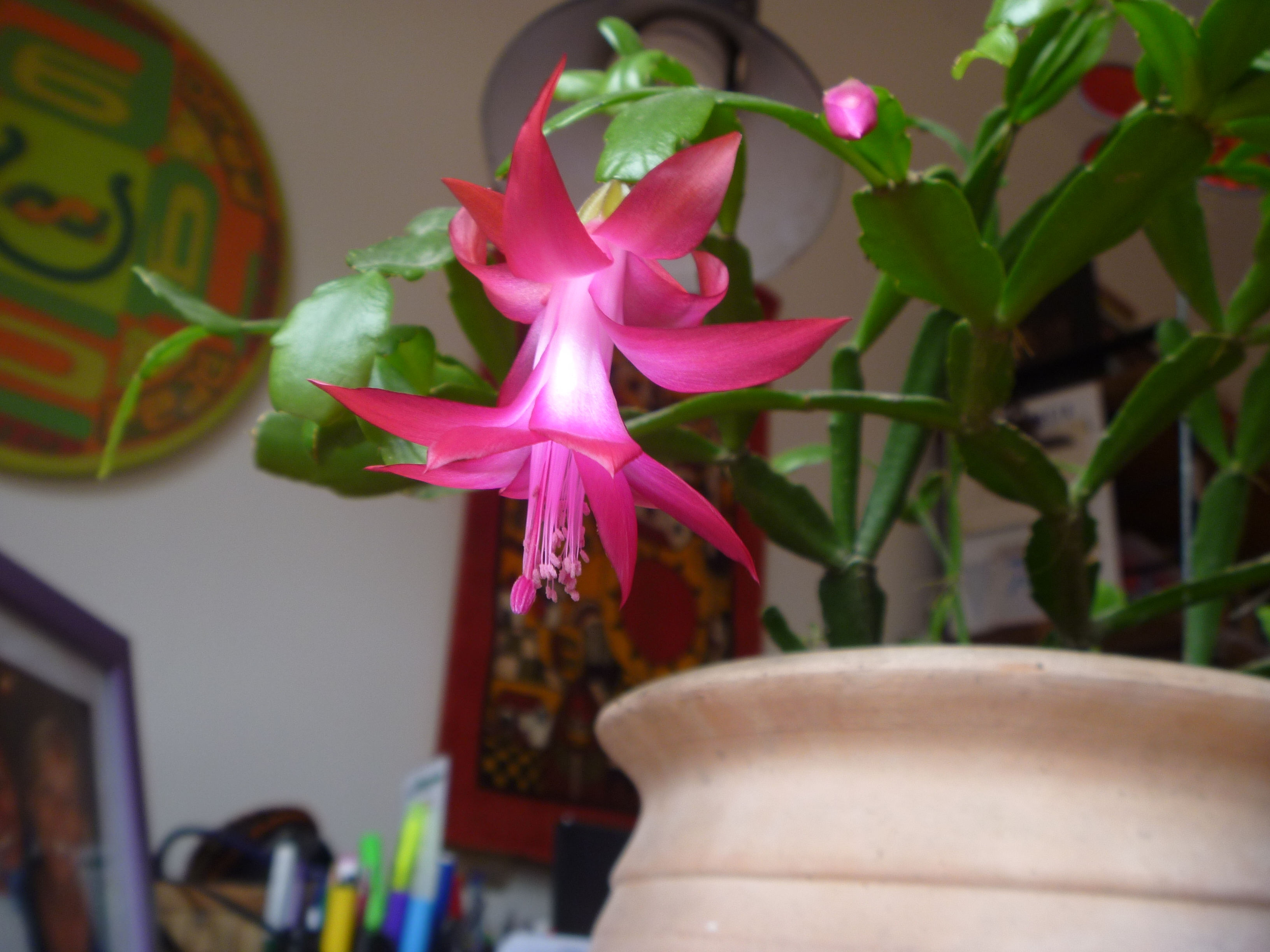
Schlumbergera russelliana
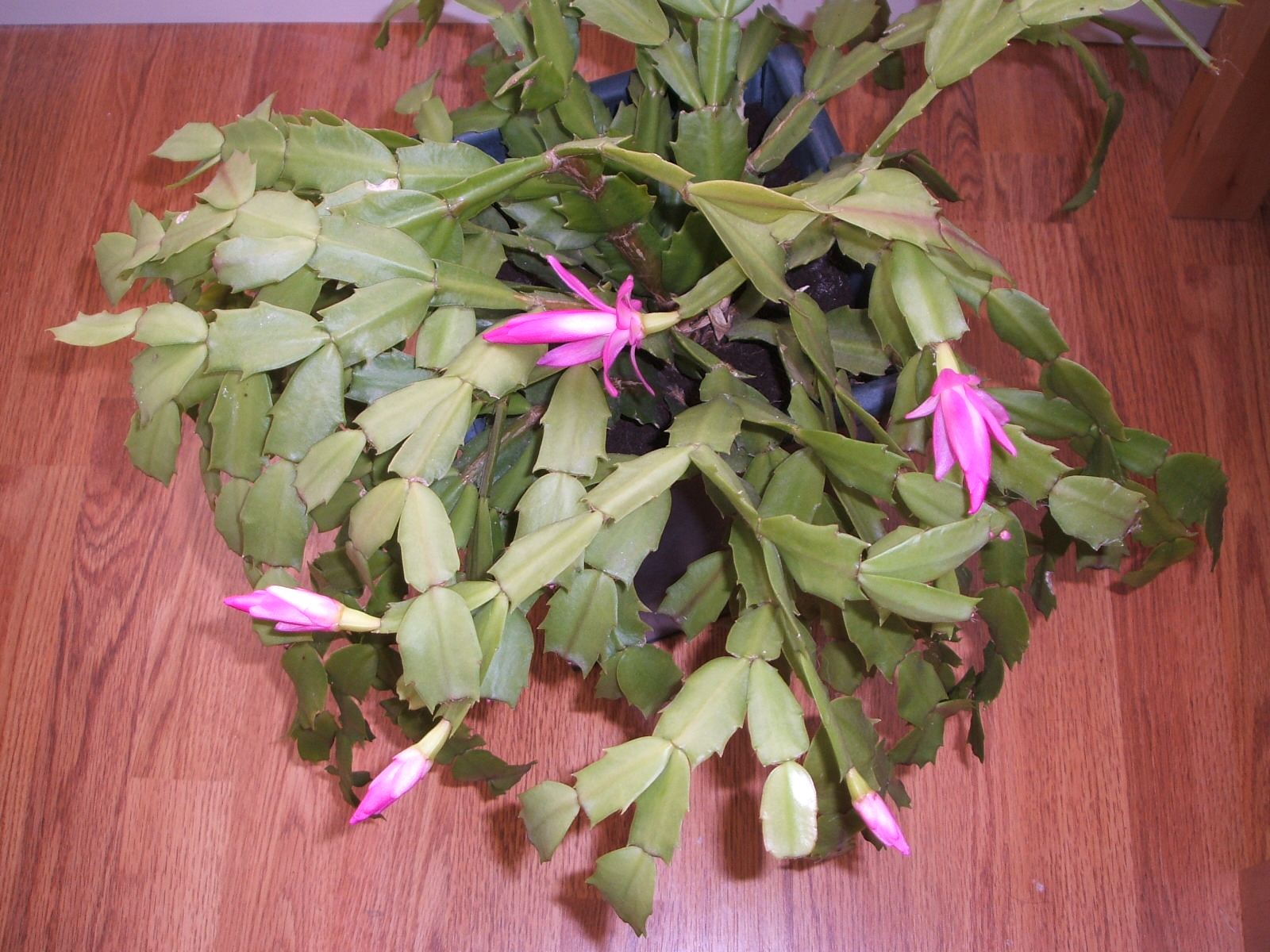
Schlumbergera truncata

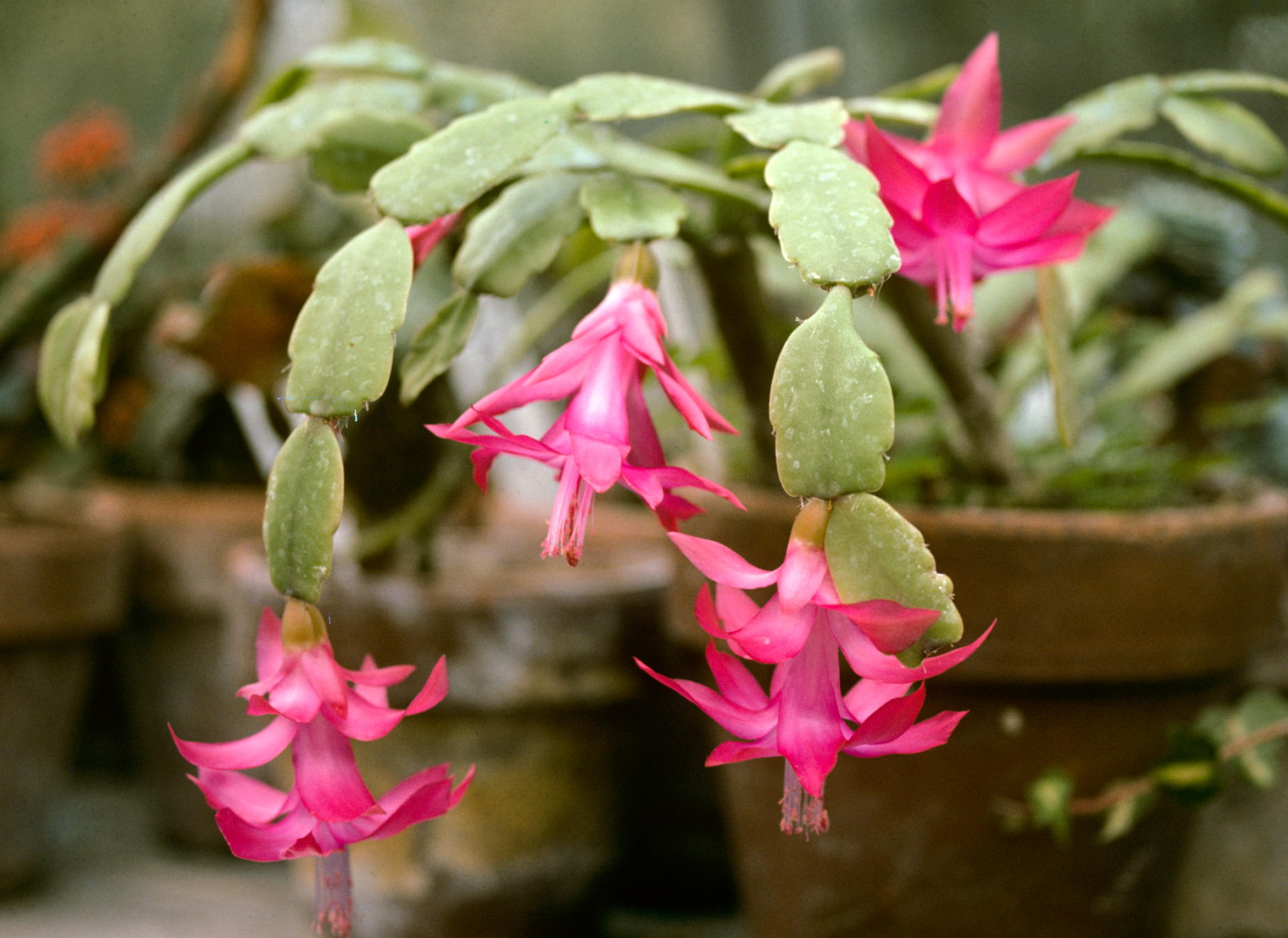
Schlumbergera ×buckleyi
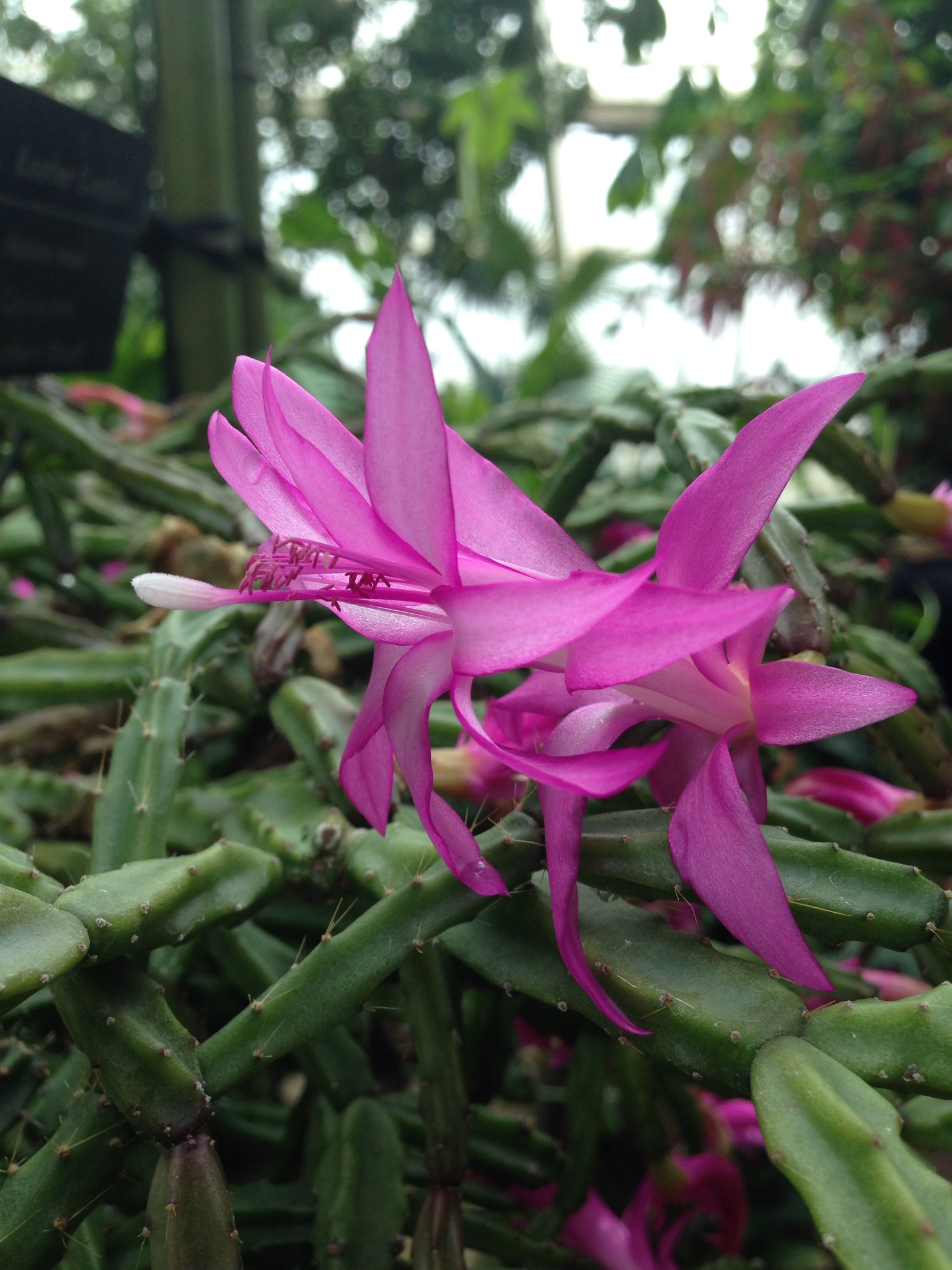
Schlumbergera ×exotica
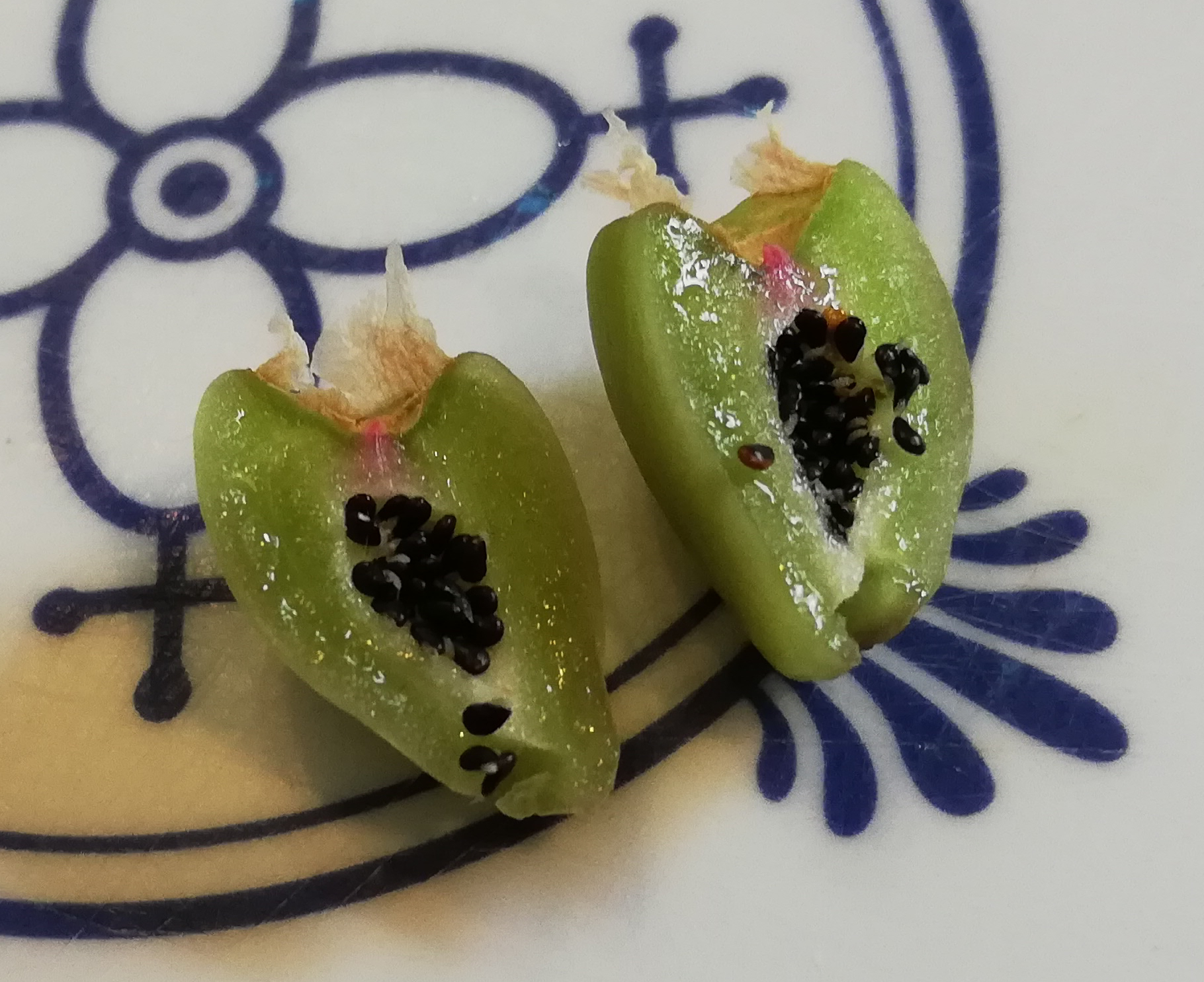
Vruchten van Schlumbergera truncata

Acanthocalycium · 
Acanthocereus · 
Acharagma ·
Akersia ·  
Ancistrocactus · 
Ariocarpus · 
Armatocereus · 
Arrojadoa · 
Arthrocereus · 
Astrophytum · 
Austrocactus · 
Austrocylindropuntia · 
Aztekium · 
Bergerocactus · 
Blossfeldia · 
Bolivicereus · 
Brachycereus · 
Brasilicereus · 
Brasiliopuntia · 
Browningia · 
Calymmanthium · 
Carnegiea · 
Cephalocereus · 
Cephalocleistocactus · 
Cereus · 
Cintia ·
Cipocereus · 
Cleistocactus · 
Cochemeia · 
Coleocephalocereus · 
Consolea · 
Copiapoa · 
Corryocactus · 
Coryphantha · 
Cumulopuntia · 
Cylindropuntia · 
Dendrocereus · 
Denmoza · 
Discocactus · 
Disocactus · 
Echinocactus · 
Echinocereus · 
Echinomastus · 
Echinopsis · 
Epiphyllum · 
Epithelantha · 
Erdisia ·
Eriosyce · 
Escobaria · 
Escontria · 
Espostoa · 
Espostoopsis · 
Eulychnia · 
Facheiroa · 
Ferocactus · 
Frailea · 
Geohintonia · 
Grusonia · 
Gymnocalycium · 
Haageocereus · 
Harrisia · 
Hatiora · 
Hylocereus · 
Isolatocereus · 
Jasminocereus · 
Lasiocereus · 
Lemaireocereus · 
Leocereus · 
Lepismium · 
Leptocereus · 
Leuchtenbergia · 
Lobivia · 
Lophophora · 
Maihuenia · 
Maihueniopsis · 
Mammillaria · 
Mammilloydia · 
Matucana · 
Melocactus · 
Micranthocereus · 
Mila · 
Miqueliopuntia · 
Myrtillocactus · 
Neobuxbaumia · 
Neolloydia · 
Neoraimondia · 
Neowerdermannia · 
Notocactus · 
Obregonia · 
Opuntia · 
Oreocereus · 
Oroya · 
Ortegocactus · 
Pacherocactus · 
Pachycereus · 
Parodia · 
Pediocactus · 
Pelecyphora · 
Peniocereus · 
Pereskia · 
Pereskiopsis · 
Pierrebraunia · 
Pilosocereus · 
Polaskia · 
Praecereus · 
Pseudoacanthocereus · 
Pseudorhipsalis · 
Pterocactus · 
Pygmaeocereus · 
Quiabentia · 
Rauhocereus · 
Rebutia · 
Rhipsalis · 
Samaipaticereus · 
Schlumbergera· 
Sclerocactus · 
Selenicereus · 
Setiechinopsis · 
Stenocactus · 
Stenocereus · 
Stephanocereus · 
Stetsonia · 
Strombocactus · 
Sulcorebutia · 
Tacinga · 
Tephrocactus · 
Thelocactus · 
Trichocereus · 
Tunilla · 
Turbinicarpus · 
Uebelmannia · 
Weberbauerocereus · 
Weberocereus · 
Weingartia ·  
Yavia · 
Yungasocereus · 
Zygocactus ·